# Памћење света
Памћење света (енгл. Memory of the World — MoW) је програм који је Унеско је покренуо 1997. године да би се сачувала и промовисала светска културна документациона баштина од универзалне вредности. Светски регистар културне документационе баштине пандан је светском регистру културне баштине за непокретне споменике културе. Став је да светска документациона баштина припада свима, треба да буде у потпуности очувана и заштићена за све и уз дужно уважавање културних обичаја и пракси, треба да буде трајно и несметано доступна свима.
У овај светски регистар укључено је више од 50 земаља света, а закључно са уписима у 2023. години у регистру је било 496 уписа. У регистар су, између осталог, уписани: француска Декларација о правима човека и грађанина из 1789. године, колекција Шубертових и Шопенових дела, Гетеови рукописи, Бетовенова Девета симфонија, Гутенбергова Библија, рукописи Николе Коперника... Закључно са уписима 2023. на предлог Србије уписано је 4 елемента.

## Циљеви
1. Да се олакша очување светске документарне баштине, посебно у областима погођеним сукобима или природним катастрофама
2. Да се омогући универзални приступ документарној баштини широм света
3. Да се повећа свест о значају документационе баштине за ширу јавности

## Србија
Народна библиотека Србије је годинама депозитна библиотека за сва документа Унеска и била је активно укључена у израду номинација за Србију. Први предлог за номинацију за програм „Памћење света” дао је 2002. године тадашњи управник НБС Сретен Угричић, као члан Комисије Србије за сарадњу са Унеском. Први предлог био је Архив Николе Тесле, а заједно са номинацијом Архива номиновано је и Мирослављево јеванђеље. До 2023. године у регистру се нашло 4 уписа која је номиновала Србија.

### Архив Николе Тесле (2003)
Архив Николе Тесле се састоји од јединствене збирке рукописа, фотографија, научне и патентне документације која је неопходна у проучавању историје електрификације целог света. Збирка документује најзначајнију еру историје развоја савременог света, која је захваљујући Теслином систему омогућила лаку производњу и дистрибуцију електричне енергије. Архив је номинован 2002. године, а номинација је прихваћена 2003. Архив Николе Тесле чува се у Музеју Николе Тесле у Београду и представља изузетно вредну колекцију рукописа, фотографија, научне и патентне документације, преписке, личних докумената, укупно око 160.000 страница докумената и преко 1000 фотографија Теслиних експеримената и изума. Целокупан материјал донет је после смрти научника 1943. године из Њујорка.

### Мирослављево јеванђеље (2005)
Мирослављево јеванђеље, рукопис настао око 1180. године, са минијатурама изузетне лепоте, представља групу илуминираних рукописа специфичног стила и иконографије, насталих спајањем елемената Запада и Истока. Ово српски рукопис, који концепт декорације књига дели са осталим православним Словенима и стил са минијатурама пореклом из средњеиталијанских скрипторија, заправо је једно од најважнијих сведочанстава међусобног уметничког утицаја Запада и Истока. Мирослављево јеванђеље документује литургијску структуру јеванђелисте и важну етапу развоја рашког правописа, чији значај превазилази границе средњовековне Србије.
По свом стилу који је мешавина утицаја са Запада и Истока, Мирослављево јеванђеље је јединствени рукопис те врсте у региону, али и у свету. Својом лепотом и посебношћу утицаће на касније рукописе овог региона, али и средњовековне Европе. Овај рукопис представља најдрагоценији и најзначајнији документ културног наслеђа у Србији. Чува се у Народном музеју у Београду.
Мирослављево јеванђеље номиновано је 2002. године, истовремено када и Архив Николе Тесле. Ова номинација није прихваћена у првом покушају. Народни музеј у Београду, незадовољан таквом одлуком, проследио је у седиште Унеска у Паризу жалбу на одлуку о неприхватању номинације. На састанку чланова Комисије Србије за сарадњу са Унеском, одржаном у Српској академији наука и уметности у фебруару 2004. године, донета је одлука да се Мирослављево јеванђеље поново номинује за регистар „Памћење света”. Допуњена номинација поднета је у јуну 2004. године, а одлука о упису у светски регистар документационе баштине била је позитивна и донета је у јуну 2005. године.

### Телеграм објаве рата Аустроугарске Србији (2015)
Телеграм Аустроугарске објаве рата Србији 28. јула 1914. означио је почетак Првог светског рата. Телеграм је јединствено сведочанство светске дипломатије и међународно важан документ. Објава рата Аустроугарске Србији састоји се од неколико редова написаних на француском језику, а чува се у Архиву Србије у Београду. Документ је номиновао Државни архив Србије 2014. године, а номинација је прихваћена 2015.

### Документарна збирка Прве конференције Покрета несврстаних у Београду (2023)
Збирка се састоји од 76 текстуалних докумената, 242 фотографије, 1 аудио записа и 15 филмова. Документује сврху размене идеја о међународним проблемима у циљу ефикаснијег доприноса миру у свету, безбедности и мирној сарадњи међу људима, слободи, једнакости и социјалној правди за унапређење просперитета и сужавање антагонизма блокова. Прва конференција Покрета несврстаних одржана је у Београду (тадашња СФРЈ), на иницијативу Гане, Индије, Индонезије, Уједињене Арапске Републике и Југославије. Конференција је означила активну улогу земаља Трећег света у смањењу светских тензија, позивом на окончање колонијализма, империјализма и расизма, као и промоцију мирне коегзистенције и светског мира. Током 60 година постојања Покрет је окупио 120 земаља, 17 посматрача, 10 међународних организација – што је око 4,3 милијарде људи, односно 57% светске популације и 54,53 милиона км2 подручја света. Номинација је поднета 2023. и исте године је прихваћена. Заједнички су је поднели Србија, Индонезија, Индија, Египат и Алжир.